# إيل شداي

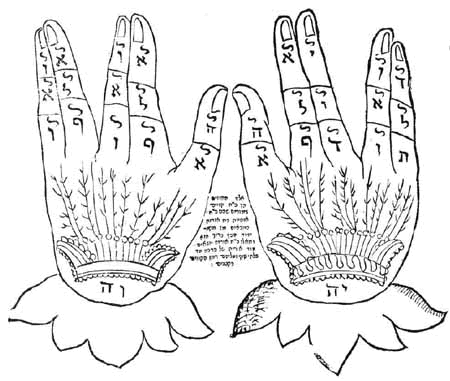
البركة الكهنوتية، مقسمة إلى ثمانية وعشرين قسمًا، يحتوي كل منها على حرف عبري. ثمانية وعشرون، بالأرقام العبرية، تهجئة كلمة Koach = القوة. وفي أسفل اليد، يجتمع الحرفان الموجودان في كل يد ليشكلا יהוה، اسم الإله.

إيل شدّاي (بالعبرية: אֵל שַׁדַּי‏) هو أحد أسماء الله في اليهودية. يترجم هذا الاسم عادة إلى «الإله القدير» (بالإنجليزية: God Almighty)، (باللاتينية: Deus Omnipotens). يُعتقد أن الاسم جاء ترجمة لكلمتي إيل التي تعني «الإله» في اللغات الأوغاريتية والكنعانية؛ و«شداي» التي ربما أتت من كلمة «شاد שד» التي تعني «ثدي»، وكلمة «شداي שדי» هي المُثنّى منها، التي تطورت في العبرية الحديثة إلى كلمة «شادّايم שדיים» التي تعني أثداء. وقد عُثر على اللفظ «شدّاين»، وكذلك «إلوهين» بدلًا من «إلوهيم» في نقش دير علا. ترجم علماء هذا اللفظ على أنه «آلهة خصوبة» دون تحديد أو «آلهة الجبال» أو «آلهة البرية». إلا أن هذه الترجمة محل جدال، مما يترك مجالًا لاقتراحات أخرى، مثل ربطها بكلمة «شدّاد שדד» المذكورة في أحداث الخروج من مصر لوصف الجانب المدمر للإله،خروج 12: 23 وإن كانت علاقة التسمية تبدو أقل ارتباطًا، وربما تخيلية وبلا سند.
يتناسب شكل عبارة «إيل شدّاي» مع نمط الأسماء الإلهية في ديانات الشرق الأدنى القديم، تمامًا كما هو الحال مع أسماء مثل إيل أولام (الإله الخالد)، وإيل إيلون (الإله الأعلى)، وبيت-إيل (بيت الإله). على هذا النحو، يمكن أن تنقل إيل شدّاي عدة علاقات دلالية مختلفة من بينها: إله مكان يُدعى «شدّاي»، أو الإله الذي يمتلك صفات «شدّاي»، أو الإله المُسمّى «شدّاي».

## الظهور
يُعد اهذا الاسم الثالث من حيث تكرار ظهوره بين الأسماء الإلهية، حيث ظهر اسم «شدّاي» 48 مرة في الكتاب المقدس، سبع مرات في صورة «إيل شدّاي» (خمس مرات في سفر التكوين، ومرة في سفر الخروج، ومرة في سفر حزقيال).
كان أول ظهور للاسم في الأصحاح 17 من سفر التكوين: «ولما كان أبرام ابن تسع وتسعين سنة ظهر الرب لأبرام وقال له: «أنا إيل شدّاي (الله القدير). سر أمامي وكن كاملًا»، وكذلك، في الأصحاح 35 من سفر التكوين حين خاطب الإله يعقوب قائلًا: «وقال له الله: أنا إيل شدّاي (الله القدير). أثمر واكثر. أمة وجماعة أمم تكون منك، وملوك سيخرجون من صلبك.» وبحسب ما جاء في سفر الخروج خر 6: 2-3 فإن «شدّاي» هو الاسم الذي عرف به إبراهيم وإسحاق ويعقوب الإله.
في رؤية بلعام المذكورة في سفر العدد،عد 24: 16 تُنسب الرؤية إلى شدّاي، المشار إليه أيضًا باسم إيل (الله) وإليون (العليّ): «وحي الذي يسمع أقوال إيل (الله) ويعرف معرفة إيلون (العلي). الذي يرى رؤيا شدّاي (القدير) ساقطًا، وهو مكشوف العينين». وفي سفر أيوب، استُخدم اسم «شدّاي» بالتوازي مع اسم «إيل»، حيث يُعتقد أن سفر أيوب أحد أقدم أسفار الكتاب المقدس، وإن كان يُرجّح الآن أن تاريخه أحدث مما كان يٌعتقد من قبل.
في الترجمة السبعينية، غالبًا ما كانت تترجم «شدّاي» أو «إيل شدّاي» إلى «الله» أو «إلهي»، وفي سفر حزقيال حز 10: 5 تُرجمت حرفيًا إلى «θεὸς σαδδαΐ إيل شدّاي»، وفي أماكن أخرى مثل سفر أيوب أيوب 5: 17 تُرجمت إلى «παντοκράτωρ القدير»، وتظهر كلمة «شدّاي» في ترجمات أخرى أيضًا مثل نسخة الملك جيمس الصادرة سنة 1611م.

## التسمية
جاءت كلمة «شاد»، التي تشبه الكلمات الأكادية والأوغاريتية والعبرية التي معناها «الثدي»، بمعنى «يستطيل» في اللغات الأفرو-آسيوية البدائية، وكذلك في اللغات ما قبل السامية البدائية، بينما تعني كلمة «شدا» في الكنعانية «سهل»، وفي السومرية «جبل».

### علاقة شدّاي بالبرية أو الجبال
وفقًا لإرنست كناوف، فإن «إيل شدّاي» تعني «إله البرّية»، وأنها في الأصل لم تكُن مشدّدة حرف "د". وزعم أنها كلمة دخيلة من العبرية الإسرائيلية [الإنجليزية]، حيث تحتوي الكلمة على الصوت "ش" الدخيل على العبرية اليهودية، ومن ثمّ على العبرية التوراتية، حيث كان من الممكن أن تكون «سداي» مع الصوت "س". وفق هذه النظرية، فإن هذه الكلمة ترتبط مع كلمة «سادي» وتعني «الحقل غير المزروع» أو «منطقة الصيد». وأشار إلى أن الاسم موجود في النقوش الثمودية (في الصورة «لشدي»)، وكاسم شخص «ساداي عمّي» المُستخدم في مصر منذ العصر البرونزي المتأخر حتى العصر الأخميني، وموجود حتى في اللغة البونيقية في الاسم «عبدشد» الذي يعني «خادم شَد».
هناك نظرية أخرى تقول بأن «شدّاي» هو اشتقاق من الجذر السامي الأكادي «شادو» (الذي يعني في المقام الأول "الثدي"، وأحيانًا يأتي بمعنى "الجبل") الذي جاءت منه كلمة «شَدّاعو» أو «شَدّواع» التي تعني «ساكن الجبل» أحد الأسماء المستخدمة في أمورو. صاحب هذه النظرية هو ويليام أولبرايت، غير أنه نظريته تعرضت للانتقاد بعد لوحظ وجود حرف "د" مُشدّدًا، وهو ما لم يكن مستخدمًا إلا في عهد الإمبراطورية الآشورية الحديثة.
قد يعني مصطلح «إيل شدّاي» "إله الجبال" في إشارة إلى الجبل الإلهي في بلاد الرافدين. كما يمكن أن يكون أيضًا إشارة إلى تخييم بني إسرائيل في جبل سيناء التوراتي حيث أعطى الإله موسى الوصايا العشر. وفقًا لستيفن هاريس، كان هذا المصطلح أحد الأسماء التي استخدمها القدماء في بلاد الرافدين للحديث عن إله القبيلة. وفي سفر الخروج،خر 6: 3 ذُكر صراحةً المصطلح «إيل شدّاي (الإله القادر)» بأنه إله إبراهيم [الإنجليزية]، وأنه هو يهوه.

### شدّاي تعني المُدمّر
يعني الجذر اللغوي «شَدَد» שדד النهب أو التغلب أو الخراب؛ مما يعطي كلمة «شدّاي» معنى «المُدمّر»، التي تُمثّل إحدى قُدرات الإله، وبالتالي فهي لقب. وقد يعود المعنى إلى معنى أصلي يعني "أن يكون قويًا"، كما في الكلمة العربية «شديد» التي تعني «قوي»، في الأصل، يُشير المقطع الأخير «اي» في الكلمات إلى صيغة الجمع للمتكلمين التي تستخدم للتعظيم، كما في لقب الإله العبري الآخر أدوناي (سادتي). ولكن مع الوقت، فقدت خاتمة الملكية «اي» معناها، وأصبحت الشكل المعجمي للكلمتين «شدّاي» و«أدوناي». هناك آيتان في الكتاب المقدس استخدمتا كلمة «شدّاي» عند الإشارة إلى الدمار في سفري إشعياء إشع 13: 6 ويوئيل،يوئيل 1: 15 ويرى كنوف أن في ذلك إعادة للكلمة إلى معناها الأصلي.

### شدّاي اسم جغرافي
هناك مزاعم تقول بأنه هناك تل في سوريا يُسمّى تل الثديين [الإنجليزية] كان يُدعى في اللغة الأمورية باسم «شدّاي». وأنه في العصر البرونزي، كان في المنطقة مدينة تُدعى توتّول والتي تعني «ثلاث أثداء» في السومرية.

### شدّاي تعني أثداء
تعني الكلمة العبرية «شَد» (שד) «ثدي». يشير عالم الكتاب المقدس ديفيد بيالي إلى أنه من بين المرات الست التي ظهر فيها اسم «إيل شدّاي» في سفر التكوين، خمسة منها تتعلق ببركات الخصوبة للآباء [الإنجليزية]. وزعم بأن هذا المدلول الأصلي لكلمة «شدّاي» المرتبط بالخصوبة نسيه مؤلفو أسفار إشعياء ويوئيل وأيوب اللاحقون، الذين فهموه على أنه مرتبط بجذور الكلمات التي تعني القوة أو الدمار (وهو ما يُفسّر ترجمتها لاحقًا إلى "القدير" أو "العليّ").

#### أوغاريت
في الأوغاريتية، كلمة «شد» معناها «ثدي». ومن الأسماء الإلهية في الأوغاريتية «أثارت-شد». وهناك إشارات إلى الأسماء الإلهية يدّ وشِدّ (الحبيب والثدي، التي تبدو مثل يدد وشد) وشمّ وتحم (الجنة والجحيم "شاميم وتيحوم")
توضح هذه الأغنية العلاقة بين الثديين والجبال وهي توازي بركة موسى في سفر التثنية
تثنية 33 وتكوين 49.

## شدّاي في النصوص اليهودية المتأخرة

### الإله الذي قال "كفى"
هناك تفسيرًا شائعًا لاسم "شدّاي" هو أنه يتكون من حرف النسب العبري "شي-" أو "شا-" (شين زائد حرف متحرك متبوعًا بتنقيط). المقطع الذي يحتوي على التنقيط هو "داي"، والتي تعني "كفى، كاف، كفاية"، وهي نفس الكلمة المستخدمة في الهجاداه التي تُروى في عيد الفصح اليهودي في صيغة "دايينو"، والتي تعني "كان يكفينا". تحتفل أغنية دايينو بالمعجزات المختلفة التي أجراها الإله أثناء تحرير بني إسرائيل من العبودية المصرية. يشرح التلمود الأمر على هذا النحو، لكنه يقول أن كلمة "شدّاي" تعني (بالعبرية: מי שאמר די לעולמו) أي "من قال "كفى" لعالمه"، حيث عندما كان يشكل الأرض، أوقف العملية عند نقطة معينة، مانعًا الخليقة من الوصول إلى اكتمالها، وهكذا يجسد الاسم قدرة الإله على إيقاف الخليقة. يظهر المقطع في رسالة حَجيجا 12 أ. هناك تقبُّل قديم لهذا التفسير، حيث أن الترجمة السبعينية ترجمت "شدّاي" في عدة أماكن إلى (باليونانية: ὁ ἱκανός) التي تعني "الكافي" (على سبيل المثال، في راعوث 1: 20، 21). ومع ذلك، هناك رأي يقول بأن الفهم الحاخامي الذي يفهم الاسم بأنه يعني "من يكفي" (شي + داي) هي فكرة خيالية بشكل واضح وليس لها أي دعم.

### الاستخدام السحري لاسم "شدّاي"
غالبًا ما يظهر اسم "شدّاي" على التمائم أو الهدايا. لكن الأهم من ذلك هو ارتباطه بالعادات السحرية اليهودية التقليدية التي يمكن فهمها على أنها عقائدية مثل ختان الذكور، والمزوزاه، والتيفيلين. يُعد ارتباط الختان باسم "شدّاي" نظرًا لأن إيل شدّاي هو الذي سنّ عادة الختان في تكوين 17. وبالمثل، تُعد المزوزاه، وهي قطعة من الرق تحتوي على مقطعين من سفر التثنية تُلفّ في غلاف صغير وتُثبّت على إطار الباب؛ غالبًا ما يُكتب اسم "شدّاي" على ظهر الرق، وأحيانًا على الغلاف نفسه. يتم تفسير الاسم تقليديًا على أنه اختصار لعبارة "شومير دالتوت يسرائيل" ("حارس أبواب إسرائيل") أو "شومير ديروت يسرائيل" ("حارس مساكن إسرائيل"). ومع ذلك، فإن هذا الاختصار مصدره على الأرجح هو كتاب الزوهار الذي شرح معنى كلمة "شدّاي"، وربطها بالمزوزاه. يتواجد اسم "شدّاي" أيضًا على التيفيلين الذي هو مجموعة من صندوقين من الجلد الأسود يُربطان بالرأس والذراع أثناء الصلاة، ومكتوب على الصندوق نفسه حرف الشين على جانبيه.

## الترجمات الكتابية
تترجم الترجمة السبعينية (وغيرها من الترجمات المبكرة) أحيانًا كلمة "شدّاي" على أنها "القدير". غالبًا ما تُترجم إلى "الله" أو "إلهي" أو "الرب". ومع ذلك، في الترجمة السبعينية اليونانية للمزمور 91: 1، تُرجمت كلمة "شدّاي" إلى "إله السماء". وتُعد ترجمة "شدّاي" إلى "القدير" هي المتّبعة في معظم الترجمات الإنجليزية الحديثة للكتب المقدسة العبرية، بما في ذلك النسخة الدولية الجديدة [الإنجليزية] الشهيرة وطبعة جود نيوز للكتاب المقدس [الإنجليزية].
ومع ذلك، يؤكد فريق الترجمة الذي ترجم طبعة أورشليم الجديدة للكتاب المقدس [الإنجليزية] (N.J.B.) أن المعنى غير مؤكد، وأن ترجمة "إيل شدّاي" إلى "الله القدير" غير دقيقة؛ ويتركونها دون ترجمة كما هي "شدّاي"، وذكروا في الحواشي بأنه ربما ينبغي أن تُفهم على أنها "إله الجبل" من كلمة "شادو" الأكادية، أو "إله الأراضي المفتوحة" من الكلمة العبرية "ساديه".